# Nhà hát Stefan Jaracz
Nhà hát Stefan Jaracz ở Łódź, Ba Lan là nhà hát lâu đời nhất trong khu vực. Đây là một nhà hát kịch nằm dưới Văn phòng Marshall của Łódź Voivodeship. Trong những năm 1888-1949 (khi nhà hát chọn Stefan Jaracz làm người bảo trợ), nó được gọi là Nhà hát Ba Lan và Nhà hát Thành phố.

## Bắt đầu (1888 - 1918)
Nhà hát khai trương vào ngày 6 tháng 11 năm 1888 trong Tòa nhà "Victoria" (hiện là rạp chiếu phim). Buổi ra mắt đầu tiên là phần trình diễn tác phẩm Apimels 'Matfony' của Kazimierz Zalewski. Tòa nhà nằm ở đường Piotrkowska là nơi tọa lạc của nhà hát cho đến ngày 5 tháng 5 năm 1909 - khi nó bị thiêu rụi hoàn toàn trong một vụ hỏa hoạn. Giám đốc của nhà hát - Aleksander Zelwerowicz (người điều hành nhà hát trong những năm 1909 - 1911) - đã chuyển công ty và nhân sự đến một địa điểm mới tại đường Jaracza (lúc đó có tên là đường Cegielniana), nơi nó tồn tại cho đến ngày nay.

## Thời kỳ chiến tranh (1939 - 1945)
Trong thời kỳ phát xít Đức, nhà hát (lúc đó có tên là Nhà hát thành phố) đã được chuyển đổi thành Nhà hát Đức zum Litzmannstadt. Nó đã bị đóng cửa vào năm 1944 khi quân đội Đức bắt đầu rút lui khỏi Ba Lan.

## Gần đây (1992 - nay)
Năm 1992, Waldemar Zawodziński, vừa là đạo diễn vừa là nhà thiết kế sân khấu, đã trở thành đạo diễn nghệ thuật của nhà hát và quản lý các sân khấu của nó cho đến ngày nay. Tác phẩm của ông bao gồm Fernando de Rojas ' La Celestina, Georg Büchner, Woyzeck; Giấc mộng đêm hè của William Shakespeare, Lịch sử bi thương của bác sĩ Faustus của Christopher Marlowe, Âm mưu và tình yêu của Friedrich Schiller, Nijinsky (một vở kịch độc tấu dựa trên cuộc đời của nghệ sĩ ba lê và biên đạo múa Vaslav Nijinsky) và Hôn nhân của Witold Gombrowicz.
Mục tiêu hiện tại của sân khấu là thảo luận về các chủ đề liên quan đến thế giới hiện đại. Họ đang thực hiện mục tiêu này thông qua các tác phẩm kinh điển của cả Ba Lan và quốc tế, nhưng nhà hát cũng háo hức khám phá kịch đương đại.
Trong năm 2008, nhà hát đã thêm bốn sân khấu. Thông qua một dự án công trình hạ tầng xã hội do EU tài trợ đã được khôi phục ở Sieradz, Skierniewice, Piotrków Trybunalski và Radomsko. Dự án nhằm làm cho nhà hát dễ tiếp cận hơn với các cộng đồng nằm cách xa các trung tâm văn hóa và giải trí lớn, do đó cho phép nhà hát hoạt động không chỉ trong giới hạn thành phố, mà còn trên bốn sân khấu khu vực.